# A lyga (2012)
Sezon 2012 był 23 edycją najwyższej klasy rozgrywkowej piłki nożnej na Litwie. Od sezonu 2012 w lidze występuje 10 drużyn, a nie tak jak w sezonie 2011 w którym uczestniczyło 12 zespołów dlatego z I lyga awansowała tylko jedna drużyna REO Wilno. Zespoły grają ze sobą cztery razy, dwa razy w domu i dwa razy na wyjeździe. Od 25 kolejki zespół REO Wilno nie przystępował do meczów lecz oficjalnie nie wycofała się z rozgrywek czego skutkiem jest wygrywanie meczów przez przeciwników walkowerem (0-3). 11 Listopada zostały rozegrane ostatnie mecze i mistrzem Litwy został Ekranas Poniewież.

## Drużyny
| Uczestnicy poprzedniej edycji                                                                                 | Uczestnicy poprzedniej edycji | Uczestnicy poprzedniej edycji | Uczestnicy poprzedniej edycji |
| --- | ----------------------------- | ----------------------------- | ----------------------------- |
| EKR | Ekranas Poniewież             | 1                             |                               |
| ŽAL | Žalgiris Wilno                | 2                             |                               |
| SŪD | Sūduva Mariampol              | 3                             |                               |
| SZA | FK Szawle                     | 4                             |                               |
| KRU | Kruoja Pokroje                | 5                             |                               |
| BAN | Banga Gorżdy                  | 6                             |                               |
| TAU | Tauras Taurogi                | 7                             |                               |
| DAI | Dainava Olita                 | 8                             |                               |
| ATL | Atlantas Kłajpeda             | 11                            |                               |
| Awans z I lygi 2011                                                                                           |                               |                               |                               |
| REO | REO Wilno                     | 1                             |                               |
| Oznaczenia: - kolumna pierwsza – skróty nazw drużyn, - kolumna trzecia – miejsce zajęte w poprzednim sezonie. |                               |                               |                               |

* Atlantas Klaipėda utrzymała się z powodu że FK Możejki i FBK Kaunas nie otrzymały licencji na grę w A lyga.

## Tabela końcowa
| Lp. | Drużyna               | M  | Z  | R | P  | Bramki | Bramki | Różn. | Pkt | Uwagi                                        |
| --- | --------------------- | -- | -- | - | -- | ------ | ------ | ----- | --- | -------------------------------------------- |
| 1   | Ekranas Poniewież (M) | 36 | 27 | 7 | 2  | 83     | 25     | +58   | 88  | Liga Mistrzów UEFA • II runda kwalifikacyjna |
| 2   | Žalgiris Wilno        | 36 | 27 | 6 | 3  | 80     | 22     | +58   | 87  | Liga Europy UEFA • I runda kwalifikacyjna    |
| 3   | Sūduva Mariampol      | 36 | 21 | 7 | 8  | 77     | 37     | +40   | 70  | Liga Europy UEFA • I runda kwalifikacyjna    |
| 4   | Kruoja Pokroje        | 36 | 20 | 5 | 11 | 56     | 37     | +19   | 65  | Liga Europy UEFA • I runda kwalifikacyjna    |
| 5   | FK Szawle             | 36 | 17 | 4 | 15 | 79     | 57     | +22   | 55  |                                              |
| 6   | Banga Gorżdy          | 36 | 13 | 8 | 15 | 43     | 41     | +2    | 47  |                                              |
| 7   | Dainava Olita         | 36 | 9  | 5 | 22 | 42     | 71     | −29   | 32  |                                              |
| 8   | Atlantas Kłajpeda     | 36 | 7  | 6 | 23 | 33     | 92     | −59   | 27  |                                              |
| 9   | Tauras Taurogi        | 36 | 7  | 2 | 27 | 35     | 97     | −62   | 23  |                                              |
| 10  | REO Wilno (S)         | 36 | 5  | 4 | 27 | 26     | 81     | −55   | 19  | Drużyna wycofana                             |

Do rozgrywek UEFA Europa League I runda kwalifikacyjna zakwalifikowała się też drużyna Kruoja Pokroje dlatego że Žalgiris Wilno zdobył Puchar Litwy.
UEFA: 
- 1 zespół w UEFA Champions League (zwycięzca ligi)
- 3 zespoły w UEFA Europa League (zespoły na 2. i 3. miejscu ligi + zdobywca puchary Litwy)

## Wyniki

### Pierwsza część sezonu
| Gospodarz \ Gość  | ATL | BAN | EKR | KRU | SŪD | SZA | TAU | DAI | ŽAL | REO |
| Atlantas Kłajpeda |     | 1:1 | 0:3 | 0:1 | 0:4 | 0:3 | 0:5 | 0:0 | 0:1 | 0:0 |
| Banga Gorżdy      | 0:1 |     | 1:1 | 1:1 | 0:1 | 0:1 | 1:0 | 2:1 | 1:2 | 2:2 |
| Ekranas Poniewież | 2:0 | 3:0 |     | 1:0 | 2:0 | 2:2 | 5:0 | 3:2 | 1:0 | 6:1 |
| Kruoja Pokroje    | 5:1 | 1:0 | 1:1 |     | 2:1 | 0:4 | 1:0 | 2:0 | 0:1 | 2:1 |
| Sūduva Mariampol  | 6:0 | 3:1 | 3:1 | 0:1 |     | 4:1 | 1:0 | 3:1 | 0:0 | 0:0 |
| FK Szawle         | 5:1 | 1:2 | 0:1 | 2:1 | 3:3 |     | 7:3 | 4:2 | 2:2 | 2:0 |
| Tauras Taurogi    | 0:0 | 3:2 | 1:2 | 0:4 | 1:4 | 1:0 |     | 2:4 | 0:2 | 2:0 |
| Dainava Olita     | 1:0 | 0:0 | 0:1 | 0:0 | 2:4 | 1:0 | 3:1 |     | 1:3 | 3:2 |
| Žalgiris Wilno    | 7:0 | 2:0 | 0:0 | 0:2 | 4:0 | 2:0 | 2:0 | 4:0 |     | 0:1 |
| REO Wilno         | 3:0 | 1:0 | 0:1 | 2:2 | 0:0 | 3:1 | 0:1 | 1:0 | 1:2 |     |

Źródło:  (pl)
Objaśnienia:
1Drużyna gospodarzy jest wymieniona po lewej stronie tabeli.
Kolory: zielony – zwycięstwo gospodarzy, żółty – remis, różowy – zwycięstwo gości.

### Druga część sezonu
| Gospodarz \ Gość  | ATL | BAN | EKR | KRU | SŪD | SZA | TAU | DAI | ŽAL | REO |
| Atlantas Kłajpeda |     | 2:2 | 1:2 | 2:1 | 1:5 | 1:2 | 4:1 | 2:1 | 3:4 | 4:2 |
| Banga Gorżdy      | 1:0 |     | 0:2 | 1:0 | 0:0 | 2:1 | 4:0 | 5:0 | 0:0 | 2:1 |
| Ekranas Poniewież | 6:2 | 2:0 |     | 2:0 | 2:2 | 3:0 | 5:0 | 3:0 | 0:0 | 3:0 |
| Kruoja Pokroje    | 5:0 | 2:1 | 0:2 |     | 2:1 | 1:0 | 3:1 | 2:0 | 0:1 | 3:0 |
| Sūduva Mariampol  | 2:0 | 3:0 | 2:3 | 1:1 |     | 1:0 | 4:1 | 3:2 | 1:2 | 3:0 |
| FK Szawle         | 6:0 | 0:1 | 3:4 | 1:0 | 1:0 |     | 7:2 | 3:3 | 2:4 | 3:0 |
| Tauras Taurogi    | 1:1 | 1:3 | 0:2 | 0:4 | 1:2 | 0:4 |     | 1:3 | 0:4 | 3:0 |
| Dainava Olita     | 1:2 | 0:4 | 2:2 | 1:2 | 0:3 | 0:2 | 2:0 |     | 1:2 | 2:0 |
| Žalgiris Wilno    | 3:1 | 2:0 | 2:1 | 2:1 | 2:2 | 4:1 | 5:0 | 3:0 |     | 3:0 |
| REO Wilno         | 0:3 | 0:3 | 0:3 | 0:3 | 0:3 | 3:5 | 2:3 | 0:3 | 0:3 |     |

Źródło:  (pl)
Objaśnienia:
1Drużyna gospodarzy jest wymieniona po lewej stronie tabeli.
Kolory: zielony – zwycięstwo gospodarzy, żółty – remis, różowy – zwycięstwo gości.

## Najlepsi strzelcy
| Lp | Piłkarz                | Drużyna           |    |
| -- | ---------------------- | ----------------- | -- |
| 1  | Artūras Rimkevičius    | FK Šiauliai       | 35 |
| 2  | Rafael Ledesma         | Sūduva Mariampol  | 20 |
| 3  | Calum Elliot           | Žalgiris Wilno    | 16 |
| 3  | Arsenij Buinickij      | Ekranas Poniewież | 16 |
| 5  | Sergej Żigalow         | Kruoja Pokroje    | 15 |
| 6  | Kamil Biliński         | Žalgiris Wilno    | 12 |
| 7  | Povilas Lukšys         | Sūduva Mariampol  | 11 |
| 7  | Tino Lagator           | FK Atlantas       | 11 |
| 7  | Giorgi Alaverdashvili  | Banga Gorżdy      | 11 |
| 7  | Ramūnas Radavičius     | Žalgiris Wilno    | 11 |
| 11 | Vitalijus Kavaliauskas | Ekranas Poniewież | 10 |
| 11 | Santiago Cesanelli     | FK Šiauliai       | 10 |

## Kartkowicze
| Lp | Piłkarz                 | Drużyna        |   |    |    |
| -- | ----------------------- | -------------- | - | -- | -- |
| 1  | Vladas Petkevičius      | Tauras Taurogi | 2 | 7  | 9  |
| 2  | Nicola Cutolo           | Tauras Taurogi | 2 | 3  | 5  |
| 3  | Mindaugas Grigalevičius | REO Wilno      | 2 | 1  | 3  |
| 4  | Andrius Jokšas          | Banga Gorżdy   | 1 | 12 | 13 |
| 5  | Tomas Vyšniauskas       | Tauras Taurogi | 1 | 10 | 11 |

## Problemy stadionowe
Trzy kluby nie mogły rozgrywać meczów na własnym stadionie, gdyż nie spełniały one norm licencyjnych A Lygi. Zespół Dainava Olita do 5. kolejki rozgrywał swoje mecze w Mariampolu, a następnie przeniósł się do Olity na swój domowy stadion.
Drużyna FK Atlantas do 8. kolejki rozgrywała mecze na stadionie swojego przeciwnika Banga Gorżdy, na swój stadion wrócili podczas 11. kolejki.
Taka sama sytuacja była z zespołem Kruoja Pokroje, który do 8. kolejki rozgrywał mecze na Aukštaitijos stadionas, na którym rozgrywa mecze FK Ekranas. Tak samo jak FK Atlantas na swój stadion ponownie zawitali podczas 11. kolejki.
Warto dodać, że Litewski Związek Piłki nożnej poszedł na rękę klubom FK Atlantas i Kruoja Pokroje zmieniając gospodarzy meczów, gdyż to te drużyny miały być gospodarzami. Związek jest rygorystyczny co do spraw licencyjnych, dlatego też w tym sezonie nie zagrały w A lydze takie zespoły jak FK Możejki i FBK Kaunas.

## REO Wilno
Zespół REO Wilno wycofał się z rozgrywek 21 sierpnia 2012 z powodów finansowych.
Drużyna już wcześniej opuściła mecz dnia 21 lipca 2012 z Ekranas Poniewież, potem jednak pojawili się na czterech meczach, lecz żadnego nie wygrali. Piłkarze z Wilna ostatni mecz wygrali 17 czerwca podczas 17. kolejki. Był to mecz derbowy na wyjeździe z Žalgirisem Wilno. 
Wszyscy przeciwnicy wygrali przynajmniej jeden mecz przez walkowera.